# Toronto, Iowa
Toronto är en ort i Clinton County i delstaten Iowa, USA.